# Raymond Scott
Raymond Scott (født Harry Warnow; 10. september 1908, død 8. februar 1994) var en amerikansk musiker, komponist og altmuligmand inden for musikkens verden. Han anses for at være en af de allervigtigeste pionerer inden for elektronisk musik. Han er især husket for sin tekniske begavelse; han opfandt konstant nye måder at optage musik, blandt andet playback. Han byggede meget ofte sine egne instrumenter, da han følte at han havde kontrol over maskiner, men også for at ramme en lyd, som ingen anden havde. Han var kendt for at bruge specielle titler til sine kompositioner som "Dinner Music for a Pack of Hungry Cannibals","New Year's Eve In a Haunted House" og "Square Dance for Eight Egyptian Mummies"

## Barndom og – ungdomsårene (1908-1931)
Raymond Scott blev født Harry Warnow den 10. september 1908 i Brooklyn. Hans forældre Sarah og Joseph Warnow var russiske jøder.
Som barn viste han tegn på musikalitet uden nogen form for undervisning. Som to-årig begyndte han at spille klaver. Hans otte år ældre storbror Mark viste sig som en habil violinist. Deres far var amatørviolinist, der ejede en musikbutik, hvor den unge Harry brugte tiden på nysgerrigt at spille plader og fifle med pladespillere. Hjemme fungerede drengenes soveværelse som et "ad hoc-lydlaboratorium". I 1921 samlede han sit første lydsystem til "laboratoriet"
I 1924 da han var 15 år gammel spillede han rundt omkring på små steder og komponerede også sit første værk "Portrait of a Cow". I 1928 blev han færdig med at læse på Brooklyn Technical School. Han vidste ikke, om han ville gå den musikalske eller tekniske vej. 

Efter gymnasiet planlagde Harry at læse til ingeniør på Brooklyn Polytechnic. Mark havde andre ideer; hans lillebror var for musikalsk begavet til at bruge livet over bøger. Mark var nu en godt betalt dirigent og violinist og Harry tiggede ham om at købe et Steinway-flygel til ham og betale sin undervisning til Institute of Musical Art (senere Juilliard School). Harry gennemførte uddannelsen i 1931 og blev ansat som pianist for CBS radios husorkester, som Mark dirigerede.

## Karrierestart, Kvintetten og Your Hit Parade (1931-1950)
Ved ansættelsen hos CBS besluttede han sig for at gå under under pseudonymet Raymond Scott, som han angiveligt fandt i Manhattans telefonbog. Raymond begyndte at finde de kompositioner de spillede i radion for kedelige og uinspirerende og begyndte selv at komponere værker som "Confusion Among a Fleet of Taxicabs Upon Meeting with a Fare". Raymond blev i orkesteret til 1936. Han forsøgte at overtale produceren Herb Rosenthal til at danne sit eget orkester af andre musikere hos CBS som Lou Shoobe på bas, Dave Harris på tenorsaxofon, Pete Pumiglio på klarinet, Johnny Williams på trommer og Bunny Berigan på trompet.
Han fik sit ønske opfyldt og kaldte orkesteret "The Raymond Scott Quintette" (egenlig var det en sekstet, men fordi Raymond var bange for misforståelser og mangel på fokus på musikken kaldte han den for en kvintet) under en optræden hos "Saturday Night Swing Session" med "The Trumpet". Kvintetten blev straks en succes og Raymond blev tilbudt en pladekontrakt hos Master label, men der gik ikke længe før der opstod karambolage mellem medlemmerne af orkesteret på grund af de meget tætte planlagte øve-lektioner, det endte med at Bunny Berigan forlod kvintetten.
Men deres plader blev stadigvæk revet ned af hylderne i butikkerne, selv om deres kompositioner havde dadatisktiske titler som "Dinner Music for a Pack of Hungry Cannibals", "Reckless Night on Board an Oceanliner" og "Boy Scout in Switzerland". Kompositionerne havde også sidestillede melodier, mærkværdige taktarter og besynderlige arrangementer, men det faldt i det amerikanske publikums smag. Det resulterede i at Hollywood begyndte at ringe og kvintetten spillede i film som Nothing Sacred, Ali Baba Goes to Town og Rebecca of Sunnybrook Farm.
Da Raymond vendte tilbage til New York i 1938 blev han CBS' nye musikalske direktør og opgraderede sin kvintet til et big band, som han drog på turné med. Han vendte tilbage til netværket i 1942, hvor han samlede det første raceblandede orkester i udsendelsens historie.
I 1945 skrev Raymond musikken til Broadwaystykket "Beaggars are Comming To Town". Året efter arbejdede han sammen med lyrikeren Bernard Hanighen på musicalen "Lute Song". Det gav Raymond en af hans mest kendte sange "Mountain High, Valley Low." Samme år grundlagde Raymond også "Manhattan Research", som var verdens første elektroniske musikstudio med udstyr som en Martenot, en Ondioline og et special modificret Hammondorgel. Det blev opreklameret som "verdens mest omfattende facilitet for kreation af elektronisk musik og Musique concrète".
Efter sin brors død i 1949 overtog han jobbet som dirigent i tv-programmet "Your Hit Parade". Raymonds kone Dorothy Collins fik senere titlen som den mest populære vokalist. Det samme år skrev han også musikken til teaterproduktionerne "Peep Show" og "Six Characters in Search of an Author".

## Mellemkarriere, arbejde med maskiner og elektronik. (1950-1969)
Selv om Raymond havde opnået meget sidst i 1940'erne, så var det stadig sin "Electronium" som havde første prioritet. Den var én af de første synthesizere i verden. Den kunne generere nyt musik via tilfældige generede sekvenser af toner, rytmer og klange. Raymond nægtede selv at kalde den en prototype af en synth, fordi den ikke havde et keyboard. Men det var den første maskine, der kunne komponere musik i form af kunstig intelligens og dens betydning i at skabe et indblik af fremtidens musikinstrumenter er betydningsfuld. Nogle af hans andre opfindelser var en "Karloff" (opkaldt efter Boris Karloff) en tidlig form for sampler, der kunne skabe lyde lige fra fnysende bøfler til jungle trommer. En "Clavivox" som var en keyboard-synthesizer med en elektronisk undersamling, som var designet af den 23-årig Bob Moog og "Videoolaen" som kombinerede et keyboard og en tv-skærm der skulle hjælpe med at komponere til film og levende billeder.
Gennem 1950'erne forsatte han samtidig med at dirigere på "Your Hit Parade" og med at indspille plader som: "Time with Strings", "At Home with Dorothy and Raymond" og "Rock and Roll Symphony". Samtidigt med det, leverede han nærmest jingles på samlebånd til firmaer og skrev et utal soundtracks til film og tv-serier og grundlagde et par pladeselskaber: AudioVox og Master, mens han arbejdede som A&R Manager hos Everest Records. Gennem 1950'erne samlede han også en kvintet som spillede sammen til 1962.
I 1963 begyndte han arbejdet på "Soothing Sounds for Baby", som skulle have berolignede virkning på nyfødte. Genren blev kaldet ambient af komponisten Brian Eno. Deres minimalistiske stil og lyde inspirerede komponister som Phillip Glass og Terry Riley.
Gennem 1960'erne trak han sig væk fra at indspille og optræde i offentligheden, for i stedet at skrive nyt musik og opfinde flere instrumenter.

## Sene karriere, Motown og Midi (1969-1987)
Med hans opfindelser af en programerbar polyfonisk synth, som sammen med Electronium var med til fange direktøren hos Motown Berry Gordy, Jr.'s opmærksomhed. Han kontaktede Raymond i 1971 og gjorde ham til leder af den elektroniske afdeling for forskning og udvikling. En stilling han havde indtil han valgte at gå på pension 6 år efter.
I 1986 komponerede han sit sidste kendte værk "Beautiful Little Butterfly"; her benyttede han den nye MIDI-teknologi.

## Alderdom og død (1987-1994)
I 1988 blev Raymond ramt af flere hjertetilfælde og slagtilfælde som resulterede i at han hverken kunne arbejde eller tale. Tidligere havde han haft flere bypass-oprerationer.
I 1992 blev hans musik genopdaget af en ny generation af musikere og musikpublikum med "Reckless Nights and Turkish Twilights", som fik en god modtagelse af kritikere.
Han døde den 8. februar 1994 i sit hjem i North Hills af et hjertestop.

## Musik til tegnefilm
I 1943 solgte Raymond Scott en del af sit musik-katalog til Warner Brothers, da komponisten Carl Stalling var interreseret i at gøre brug af hans kompositioner til sit arbejde med Looney Tunes. Især "Power House" fra 1936 blev ofte benyttet, og værket er også kendt af mange som "The Factory Song", fordi det altid blev brugt i sammenhæng med maskiner og mekanik.

## Musik til film
Listen indeholder både musik som er originalt skrevet til film men også pre-komponeret musik til film.
| Film Titel                   | År   | Værk                                        |
| ---------------------------- | ---- | ------------------------------------------- |
| Nothing Sacred               | 1937 | Diverse                                     |
| Ali Baba Goes to Town        | 1938 | Twilight in Turkey, Arabania                |
| Happy Landing                | 1938 | War Dance for Wooden Indians                |
| Rebecca of Sunnybrook Farm   | 1938 | The Toy Trumpet                             |
| Just Around the Corner       | 1938 | Brass Buttons and Epaulettes                |
| Sally, Irene and Mary        | 1938 | Minuet in Jazz                              |
| Bells of Rosarita            | 1945 | Singing Down the Road                       |
| Not Wanted                   | 1949 | Temaet til filmen                           |
| The West Point Story         | 1950 | The Toy Trumpet                             |
| Storm Warning                | 1951 | Dinner Music for a Pack of Hungry Cannibals |
| The Trouble with Harry       | 1955 | Flagging the Train to Tuscaloosa            |
| Never Love a Stranger        | 1958 | Scoret filmen                               |
| The Pusher                   | 1960 | Scoret filmen                               |
| Clean and Sober              | 1988 | Singing Down the Road                       |
| Honey, I Shrunk the Kids     | 1989 | Powerhouse                                  |
| Search and Destroy           | 1995 | Moment Whimsical                            |
| Funny Bones                  | 1995 | The Penguin                                 |
| Lulu on the Bridge           | 1998 | Devil Drums                                 |
| Looney Tunes: Back in Action | 2003 | Powerhouse                                  |
| Starsky and Hutch            | 2005 | Dinner Music for Pack of Hungry Cannibals   |
| RocknRolla                   | 2008 | Powerhouse                                  |

## Musik til teater
Tabellen indeholder både original komponeret musik og pre-komponeret musik til teaterstykker.
| Titel på stykke | År   | Værk                      |
| --------------- | ---- | ------------------------- |
| Lute Song       | 1946 | Scoret stykket            |
| Peep Show       | 1950 | Desire                    |
| Powerhouse      | 2009 | Store dele of sit katalog |

## Citater
Både af Raymond Scott og andre musikere og komponister.
| Citat | Måske inden for de næste hundrede år vil videnskaben perfektionere en tankeproces overførsel fra komponisten til lytteren. Komponisten vil sidde alene på koncertscenen og blot 'tænke' sin idealiserede opfattelse af musik. I stedet for optagelser af rigtig musik, vil optagelser bære hjernebølger af komponisten direkte til sindet på lytteren. - 1949 | Citat |
|       | |       |

| Citat | Komponisten skal huske på, at radiolytteren ikke høre musik direkte. Han hører det først efter den har passeret gennem en mikrofon, forstærkere, transmissionslinjer, radiosenderen, der modtager, og endelig højttaleren. 1938 | Citat |
|       | |       |

| Citat | At blive introduceret til musik af Raymond Scott var som at have fået navnet på en komponist, jeg føler, jeg har hørt hele mit liv, som indtil nu var navnløs. Det er klart, at han er en stor amerikansk komponist. - Dave Harington | Citat |
|       | |       |

| Citat | Det er de frontløbertyper, der går ind på ukendt område, og baner vejen for andre. Livet er kort. Altid gå til kilden, kilder som Raymond Scott, - Henry Rollins | Citat |
|       | |       |

| Citat | Mærkværdig, mindeværdige [Scott] temaer som "Powerhouse" i Warner Bros tegnefilm bidrog uden tvivl til at forme efterkrigstidens musikalske æstetik, lige så meget som Elvis eller Beatles. - John Corbett | Citat |
|       | |       |

| Citat | Raymond Scott var helt i front med udviklingen af elektronisk musikteknologi og i spidsen for at bruge det kommercielt som musiker. - Bob Moog | Citat |
|       | |       |

## Diskografi
- Raymond Scott and His Orchestra Play (LP, MGM Records) (1953)
- This Time With Strings (Coral Record) (1957) (2008)
- Rock 'n Roll Symphony (Everest Records) (1958)
- The Secret 7: The Unexpected (Rank Records) (1960) (2003)
- Soothing Sounds for Baby Vols. 1-3 (LP, Epic Records, 1963; CD, Basta Audio-Visuals, 1997)
- The Raymond Scott Project: Vol. 1: Powerhouse (Stash Records) (1991)
- The Music of Raymond Scott: Reckless Nights and Turkish Twilights (Columbia) (1992) (Columbia/Legacy) (1999)
- Manhattan Research Inc. (Basta Audio-Visuals) 2000)
- Microphone Music (Basta Audio-Visuals) (2002)
- Ectoplasm (Basta Audio-Visuals) (2008)